# Bojke
Bojke (en serbe cyrillique : Бојке) est un village du sud-est du Monténégro, dans la municipalité d'Ulcinj.

## Démographie

### Évolution historique de la population
| 1948 | 1953 | 1961 | 1971 | 1981 | 1991 | 2003 |
| ---- | ---- | ---- | ---- | ---- | ---- | ---- |
| 135  | 143  | 229  | 234  | 205  | 248  | 199  |